# خلیج نوردویک
خلیج نوردویک (روسی: Бухта нордвик، آوانگاری Bukhta Nordvik) خلیجی در دریای لاپتف در شرق روسیه است که در عرض جغرافیایی ۷۳ درجه شمالی و طول جغرافیایی ۱۱۲ درجه شرقی قرار دارد.
خلیج نوردویک و بیشتر سرزمین‌های پیرامون آن به جمهوری یاقوتستان فدراسیون روسیه تعلق دارد.

## جغرافیا
این خلیج در جنوب شرقی دهانه خلیج خاتانگا و بین دو شبه‌جزیره کوچک قرار دارد. عرض خلیج نوردویک ۳۹ کیلومتر و شکل آن تقریباً دایره‌ای است. این خلیج کاملاً کم‌عمق بوده و میانگین ژرفای آن ۶ متر است. خلیج نوردویک با سرزمین‌های پست احاطه شده و از آنجا که آب‌وهوای این منطقه در زمستان بسیار سرد است، این خلیج در بیشتر طول سال پوشیده از یخ است.